# Rajon Dnipro (Kiew)
Der Rajon Dnipro (ukrainisch Дніпровський район Dniprowskyj raion; russisch Днепровский район Dneprowski rajon) ist einer von zehn Verwaltungsbezirken (Rajone) der Stadt Kiew, der Hauptstadt der Ukraine.
Der Rajon Dnipro im östlichen Teil der Stadt wurde im Jahr 1969 gegründet und wurde nach dem Fluss Dnepr, an dessen linken Ufer er liegt, benannt. Der Rajon hat etwa 358.377 Einwohner (2020) und eine Fläche von etwa 67 km². Die Bevölkerungsdichte im Rajon beträgt 5.373 Einwohner je km².

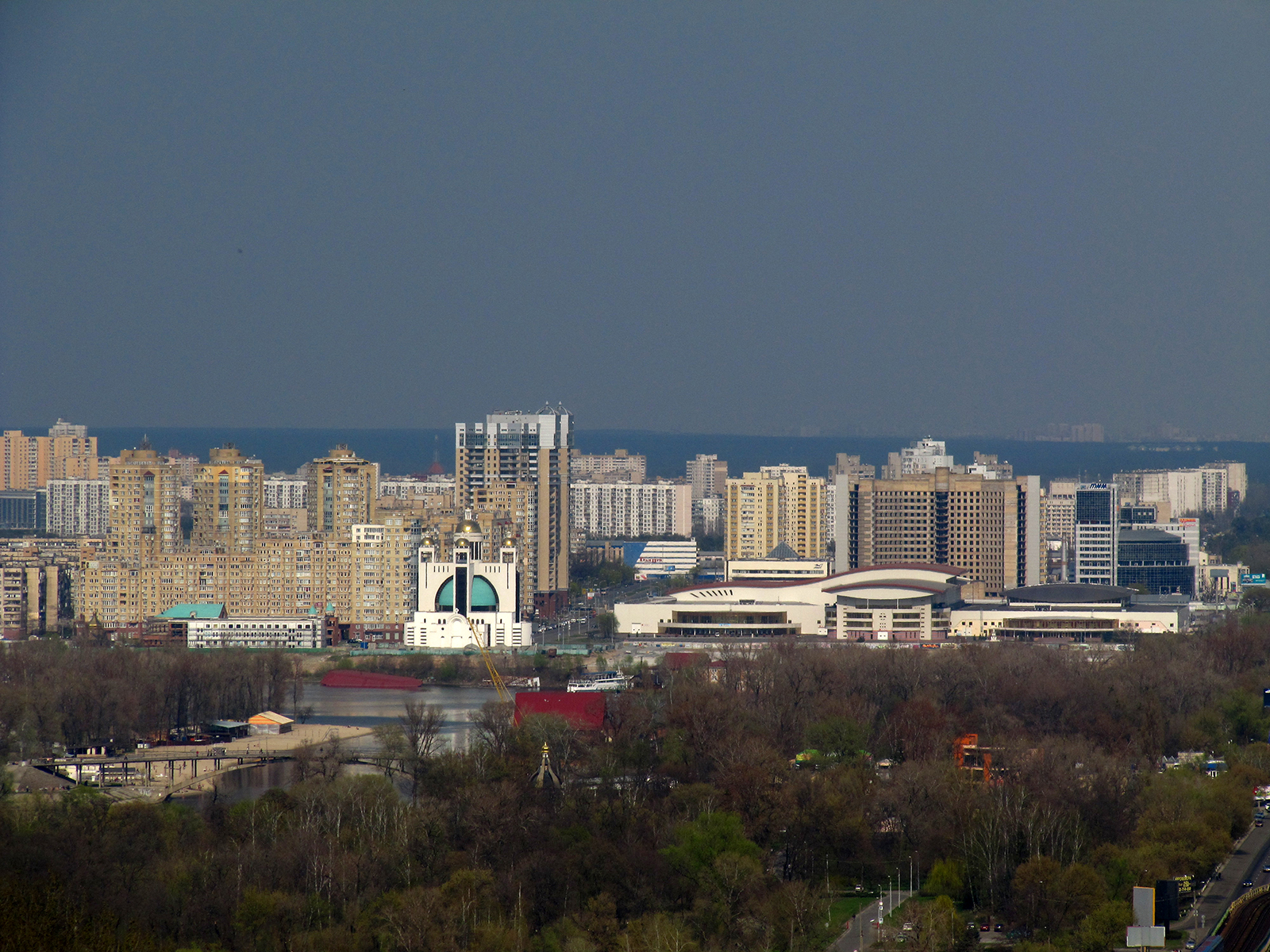
Blick über den Hidropark auf die Auferstehungskathedrale und die Skyline vom Rajon

Im Jahre 2011 wurde im Rajon die Auferstehungskathedrale, die Hauptkathedrale der Ukrainischen Griechisch-katholischen Kirche, gleich neben dem 2002 eröffneten International Exhibition Centre, eingeweiht. Die großen Flussinseln im Dnepr, die Truchaniw-Insel und der Hidropark gehören ebenfalls zum Rajon und sind Naherholungsgebiete für die ganze Stadt.

## Bevölkerungsentwicklung
| 1970    | 1979    | 1989    | 2001    | 2008    | 2016    | 2020    |
| ------- | ------- | ------- | ------- | ------- | ------- | ------- |
| 175.311 | 281.981 | 263.488 | 331.618 | 340.996 | 354.682 | 358.377 |

Quellen: 1959–2008: 
2016: 
2020: 